# Echipa națională de fotbal a Belgiei
Echipa națională de fotbal a Belgiei este naționala de fotbal a Belgiei și este coordonată de Federația Belgiană de Fotbal. S-a calificat de 11 ori la Campionatul Mondial și de cinci ori la Campionatul European, cea mai mare performanță fiind locul trei la Campionatul Mondial de Fotbal 2018, respectiv locul al treilea la Campionatul European de Fotbal 1972, unde a fost și gazdă.

## Campionatul Mondial
| 1930  | Faza Grupelor    | 11               | 2                | 0                | 0                | 2                | 0                | 4                |                  |                  |
| 1934  | Prima Rundă      | 15               | 1                | 0                | 0                | 1                | 2                | 5                |                  |                  |
| 1938  | Prima Rundă      | 13               | 1                | 0                | 0                | 1                | 1                | 3                |                  |                  |
| 1950  | S-a Retras       | S-a Retras       | S-a Retras       | S-a Retras       | S-a Retras       | S-a Retras       | S-a Retras       | S-a Retras       | S-a Retras       | S-a Retras       |
| 1954  | Faza Grupelor    | 12               | 2                | 0                | 1                | 1                | 5                | 8                |                  |                  |
| 1958  | Nu s-a calificat | Nu s-a calificat | Nu s-a calificat | Nu s-a calificat | Nu s-a calificat | Nu s-a calificat | Nu s-a calificat | Nu s-a calificat | Nu s-a calificat | Nu s-a calificat |
| 1962  | Nu s-a calificat | Nu s-a calificat | Nu s-a calificat | Nu s-a calificat | Nu s-a calificat | Nu s-a calificat | Nu s-a calificat | Nu s-a calificat | Nu s-a calificat | Nu s-a calificat |
| 1966  | Nu s-a calificat | Nu s-a calificat | Nu s-a calificat | Nu s-a calificat | Nu s-a calificat | Nu s-a calificat | Nu s-a calificat | Nu s-a calificat | Nu s-a calificat | Nu s-a calificat |
| 1970  | Faza Grupelor    | 10               | 3                | 1                | 0                | 2                | 4                | 5                |                  |                  |
| 1974  | Nu s-a calificat | Nu s-a calificat | Nu s-a calificat | Nu s-a calificat | Nu s-a calificat | Nu s-a calificat | Nu s-a calificat | Nu s-a calificat | Nu s-a calificat | Nu s-a calificat |
| 1978  | Nu s-a calificat | Nu s-a calificat | Nu s-a calificat | Nu s-a calificat | Nu s-a calificat | Nu s-a calificat | Nu s-a calificat | Nu s-a calificat | Nu s-a calificat | Nu s-a calificat |
| 1982  | A doua rundă     | 10               | 5                | 2                | 1                | 2                | 3                | 5                |                  |                  |
| 1986  | Finala Mică      | 4                | 7                | 2                | 2                | 3                | 12               | 15               |                  |                  |
| 1990  | Optimi           | 11               | 4                | 2                | 0                | 2                | 6                | 4                |                  |                  |
| 1994  | Optimi           | 11               | 4                | 2                | 0                | 2                | 4                | 4                |                  |                  |
| 1998  | Faza Grupelor    | 19               | 3                | 0                | 3                | 0                | 3                | 3                |                  |                  |
| 2002  | Optimi           | 14               | 3                | 1                | 2                | 1                | 6                | 7                |                  |                  |
| 2006  | Nu s-a calificat | Nu s-a calificat | Nu s-a calificat | Nu s-a calificat | Nu s-a calificat | Nu s-a calificat | Nu s-a calificat | Nu s-a calificat | Nu s-a calificat | Nu s-a calificat |
| 2010  | Nu s-a calificat | Nu s-a calificat | Nu s-a calificat | Nu s-a calificat | Nu s-a calificat | Nu s-a calificat | Nu s-a calificat | Nu s-a calificat | Nu s-a calificat | Nu s-a calificat |
| 2014  | Sferturi         | 6                | 5                | 4                | 0                | 1                | 6                | 3                |                  |                  |
| 2018  | Finala Mică      | 3                | 7                | 6                | 0                | 1                | 16               | 6                |                  |                  |
| 2022  | Faza Grupelor    | 23               | 3                | 1                | 1                | 1                | 1                | 2                |                  |                  |
| Total | 14/22            | Locul 3          | 51               | 21               | 10               | 20               | 69               | 74               |                  |                  |

## Campionatul European
| 1960  | Nu a participat  | Nu a participat  | Nu a participat  | Nu a participat  | Nu a participat  | Nu a participat  | Nu a participat  | Nu a participat  | Nu a participat  | Nu a participat  |
| 1964  | Nu s-a calificat | Nu s-a calificat | Nu s-a calificat | Nu s-a calificat | Nu s-a calificat | Nu s-a calificat | Nu s-a calificat | Nu s-a calificat | Nu s-a calificat | Nu s-a calificat |
| 1968  | Nu s-a calificat | Nu s-a calificat | Nu s-a calificat | Nu s-a calificat | Nu s-a calificat | Nu s-a calificat | Nu s-a calificat | Nu s-a calificat | Nu s-a calificat | Nu s-a calificat |
| 1972  | Finala Mică      | 3                | 2                | 1                | 0                | 1                | 3                | 3                |                  |                  |
| 1976  | Nu s-a calificat | Nu s-a calificat | Nu s-a calificat | Nu s-a calificat | Nu s-a calificat | Nu s-a calificat | Nu s-a calificat | Nu s-a calificat | Nu s-a calificat | Nu s-a calificat |
| 1980  | Vicecampioană    | 2                | 4                | 1                | 2                | 1                | 4                | 4                |                  |                  |
| 1984  | Faza Grupelor    | 6                | 3                | 1                | 0                | 2                | 4                | 8                |                  |                  |
| 1988  | Nu s-a calificat | Nu s-a calificat | Nu s-a calificat | Nu s-a calificat | Nu s-a calificat | Nu s-a calificat | Nu s-a calificat | Nu s-a calificat | Nu s-a calificat | Nu s-a calificat |
| 1992  | Nu s-a calificat | Nu s-a calificat | Nu s-a calificat | Nu s-a calificat | Nu s-a calificat | Nu s-a calificat | Nu s-a calificat | Nu s-a calificat | Nu s-a calificat | Nu s-a calificat |
| 1996  | Nu s-a calificat | Nu s-a calificat | Nu s-a calificat | Nu s-a calificat | Nu s-a calificat | Nu s-a calificat | Nu s-a calificat | Nu s-a calificat | Nu s-a calificat | Nu s-a calificat |
| 2000  | Faza Grupelor    | 12               | 3                | 1                | 0                | 2                | 2                | 5                |                  |                  |
| 2004  | Nu s-a calificat | Nu s-a calificat | Nu s-a calificat | Nu s-a calificat | Nu s-a calificat | Nu s-a calificat | Nu s-a calificat | Nu s-a calificat | Nu s-a calificat | Nu s-a calificat |
| 2008  | Nu s-a calificat | Nu s-a calificat | Nu s-a calificat | Nu s-a calificat | Nu s-a calificat | Nu s-a calificat | Nu s-a calificat | Nu s-a calificat | Nu s-a calificat | Nu s-a calificat |
| 2012  | Nu s-a calificat | Nu s-a calificat | Nu s-a calificat | Nu s-a calificat | Nu s-a calificat | Nu s-a calificat | Nu s-a calificat | Nu s-a calificat | Nu s-a calificat | Nu s-a calificat |
| 2016  | Sferturi         | 6                | 5                | 3                | 0                | 2                | 9                | 5                |                  |                  |
| 2020  | Sferturi         | 5                | 5                | 4                | 0                | 1                | 9                | 3                |                  |                  |
| 2024  | Optimi           |                  | 4                | 1                | 1                | 2                | 2                | 2                |                  |                  |
| Total | 7/17             |                  | 26               | 12               | 3                | 11               | 33               | 30               |                  |                  |

## Medalii
| Turneu               | 1 | 2 | 3 | Total |
| -------------------- | - | - | - | ----- |
| Campionatul European | 0 | 1 | 1 | 2     |
| Campionatul Mondial  | 0 | 0 | 1 | 1     |
| Total                | 0 | 1 | 2 | 3     |

## Turnee EURO
| Faza | Naționala | Scor | Adversar | Final |
| ---- | --------- | ---- | -------- | ----- |

| Grupelor | Belgia | 0 - 1 | Slovacia | Înfrângere |
| Grupelor | Belgia | 2 - 0 | România  | Victorie   |
| Grupelor | Belgia | 0 - 0 | Ucraina  | Egal       |
| Optimi   | Belgia | 0 - 1 | Franța   | Înfrângere |

| Grupelor | Belgia | 3 - 0 | Rusia      | Victorie   |
| Grupelor | Belgia | 2 - 1 | Danemarca  | Victorie   |
| Grupelor | Belgia | 2 - 0 | Finlanda   | Victorie   |
| Optimi   | Belgia | 1 - 0 | Portugalia | Victorie   |
| Sferturi | Belgia | 1 - 2 | Italia     | Înfrângere |

| Grupelor | Belgia | 0 - 2 | Italia            | Înfrângere |
| Grupelor | Belgia | 3 - 0 | Republica Irlanda | Victorie   |
| Grupelor | Belgia | 1 - 0 | Suedia            | Victorie   |
| Optimi   | Belgia | 4 - 0 | Ungaria           | Victorie   |
| Sferturi | Belgia | 1 - 3 | Țara Galilor      | Înfrângere |

| Grupelor | Belgia | 2 - 1 | Suedia | Victorie   |
| Grupelor | Belgia | 0 - 2 | Italia | Înfrângere |
| Grupelor | Belgia | 0 - 2 | Turcia | Înfrângere |

| Grupelor | Belgia | 2 - 0 | Iugoslavia | Victorie   |
| Grupelor | Belgia | 0 - 5 | Franța     | Înfrângere |
| Grupelor | Belgia | 2 - 3 | Danemarca  | Înfrângere |

| Grupelor       | Belgia | 1 - 1 | Anglia           | Remiză     |
| Grupelor       | Belgia | 2 - 1 | Spania           | Victorie   |
| Grupelor       | Belgia | 0 - 0 | Italia           | Remiză     |
| Vice-campioană | Belgia | 1 - 2 | Germania de Vest | Înfrângere |

| Semifinale | Belgia | 1 - 2 | Germania de Vest | Înfrângere |
| Locul 3    | Belgia | 2 - 1 | Ungaria          | Victorie   |

## Turnee Mondial
| Faza | Naționala | Scor | Adversar | Final |
| ---- | --------- | ---- | -------- | ----- |

| Grupelor | Belgia | 1 - 0 | Canada  | Victorie   |
| Grupelor | Belgia | 0 - 2 | Maroc   | Înfrângere |
| Grupelor | Belgia | 0 - 0 | Croația | Egal       |

| Grupelor    | Belgia | 3 - 0 | Panama   | Victorie   |
| Grupelor    | Belgia | 5 - 2 | Tunisia  | Victorie   |
| Grupelor    | Belgia | 1 - 0 | Anglia   | Victorie   |
| Optimi      | Belgia | 3 - 2 | Japonia  | Victorie   |
| Sferturi    | Belgia | 2 - 1 | Brazilia | Victorie   |
| Semifinale  | Belgia | 0 - 1 | Franța   | Înfrângere |
| Finala Mică | Belgia | 2 - 0 | Anglia   | Victorie   |

| Grupelor | Belgia | 2 - 1 | Algeria       | Victorie   |
| Grupelor | Belgia | 1 - 0 | Rusia         | Victorie   |
| Grupelor | Belgia | 1 - 0 | Coreea de Sud | Victorie   |
| Optimi   | Belgia | 2 - 1 | Statele Unite | Victorie   |
| Sferturi | Belgia | 0 - 1 | Argentina     | Înfrângere |

| Grupelor | Belgia | 2 - 2 | Japonia  | Remiză     |
| Grupelor | Belgia | 1 - 1 | Tunisia  | Remiză     |
| Grupelor | Belgia | 3 - 2 | Rusia    | Victorie   |
| Optimi   | Belgia | 0 - 2 | Brazilia | Înfrângere |

| Grupelor | Belgia | 0 - 0 | Țările de Jos | Remiză |
| Grupelor | Belgia | 2 - 2 | Mexic         | Remiză |
| Grupelor | Belgia | 1 - 1 | Coreea de Sud | Remiză |

| Grupelor | Belgia | 1 - 0 | Maroc          | Victorie   |
| Grupelor | Belgia | 1 - 0 | Țările de Jos  | Victorie   |
| Grupelor | Belgia | 0 - 1 | Arabia Saudită | Înfrângere |
| Optimi   | Belgia | 2 - 3 | Germania       | Înfrângere |

| Grupelor | Belgia | 2 - 0 | Coreea de Sud | Victorie   |
| Grupelor | Belgia | 3 - 1 | Uruguay       | Victorie   |
| Grupelor | Belgia | 1 - 2 | Spania        | Înfrângere |
| Optimi   | Belgia | 0 - 1 | Anglia        | Înfrângere |

| Grupelor    | Belgia | 1 - 2 | Mexic             | Înfrângere |
| Grupelor    | Belgia | 2 - 1 | Irak              | Victorie   |
| Grupelor    | Belgia | 2 - 2 | Paraguay          | Remiză     |
| Optimi      | Belgia | 4 - 3 | Uniunea Sovietică | Victorie   |
| Sferturi    | Belgia | 1 - 1 | Spania            | Remiză     |
| Sferturi    | Belgia | 5 - 4 | Spania            | Penalty    |
| Semifinale  | Belgia | 0 - 2 | Argentina         | Înfrângere |
| Finala Mică | Belgia | 2 - 4 | Franța            | Înfrângere |

| Runda 1 | Belgia | 1 - 0 | Argentina         | Victorie   |
| Runda 1 | Belgia | 1 - 0 | El Salvador       | Victorie   |
| Runda 1 | Belgia | 1 - 1 | Ungaria           | Remiză     |
| Runda 2 | Belgia | 0 - 3 | Polonia           | Înfrângere |
| Runda 2 | Belgia | 0 - 1 | Uniunea Sovietică | Înfrângere |

| Grupelor | Belgia | 3 - 0 | El Salvador       | Victorie   |
| Grupelor | Belgia | 1 - 4 | Uniunea Sovietică | Înfrângere |
| Grupelor | Belgia | 0 - 1 | Mexic             | Înfrângere |

| Grupelor | Belgia | 4 - 4 | Anglia | Remiză     |
| Grupelor | Belgia | 1 - 4 | Italia | Înfrângere |

| Optimi | Belgia | 1 - 3 | Franța | Înfrângere |

| Optimi | Belgia | 2 - 5 | Germania | Înfrângere |

| Grupelor | Belgia | 0 - 3 | Statele Unite | Înfrângere |
| Grupelor | Belgia | 0 - 1 | Paraguay      | Înfrângere |

## Meciuri - întâlniri directe
| Naționala | Meciuri | Victorie | Remiză | Înfrângere        | Adversari |
| --------- | ------- | -------- | ------ | ----------------- | --------- |
| Belgia    |         |          |        |                   |           |
| 3         | 0       | 1        | 2      | Italia            |           |
| 2         | 0       | 0        | 2      | Germania          |           |
| 2         | 1       | 0        | 1      | Danemarca         |           |
| 2         | 2       | 0        | 0      | Suedia            |           |
| 2         | 2       | 0        | 0      | Ungaria           |           |
| 1         | 0       | 1        | 0      | Anglia            |           |
| 2         | 0       | 0        | 2      | Franța            |           |
| 1         | 1       | 0        | 0      | Finlanda          |           |
| 1         | 1       | 0        | 0      | Portugalia        |           |
| 1         | 1       | 0        | 0      | Republica Irlanda |           |
| 1         | 1       | 0        | 0      | România           |           |
| 1         | 1       | 0        | 0      | Rusia             |           |
| 1         | 1       | 0        | 0      | Serbia            |           |
| 1         | 0       | 0        | 1      | Slovacia          |           |
| 1         | 1       | 0        | 0      | Spania            |           |
| 1         | 0       | 0        | 1      | Turcia            |           |
| 1         | 0       | 0        | 1      | Țara Galilor      |           |
| 1         | 0       | 1        | 0      | Ucraina           |           |
| Total     | 25      | 12       | 3      | 10                | 18 echipe |

| Naționala                           | Meciuri | Victorie | Remiză | Înfrângere     | Adversari |
| ----------------------------------- | ------- | -------- | ------ | -------------- | --------- |
| Belgia                              |         |          |        |                |           |
| 5                                   | 3       | 0        | 2      | Rusia          |           |
| 4                                   | 2       | 1        | 1      | Anglia         |           |
| 3                                   | 0       | 0        | 3      | Franța         |           |
| 2                                   | 0       | 0        | 2      | Germania       |           |
| 2                                   | 0       | 1        | 1      | Spania         |           |
| 2                                   | 1       | 1        | 0      | Țările de Jos  |           |
| 1                                   | 0       | 0        | 1      | Italia         |           |
| 1                                   | 0       | 0        | 1      | Polonia        |           |
| 1                                   | 0       | 1        | 0      | Ungaria        |           |
| America de Sud, Centrală și de Nord |         |          |        |                |           |
| 3                                   | 1       | 0        | 2      | Argentina      |           |
| 3                                   | 0       | 1        | 2      | Mexic          |           |
| 2                                   | 1       | 0        | 1      | Brazilia       |           |
| 2                                   | 2       | 0        | 0      | El Salvador    |           |
| 2                                   | 0       | 1        | 1      | Paraguay       |           |
| 2                                   | 1       | 0        | 1      | Statele Unite  |           |
| 1                                   | 1       | 0        | 0      | Panama         |           |
| 1                                   | 1       | 0        | 0      | Uruguay        |           |
| AFRICA                              |         |          |        |                |           |
| 2                                   | 1       | 1        | 0      | Tunisia        |           |
| 1                                   | 1       | 0        | 0      | Algeria        |           |
| 1                                   | 1       | 0        | 0      | Maroc          |           |
| ASIA                                |         |          |        |                |           |
| 3                                   | 2       | 1        | 0      | Coreea de Sud  |           |
| 2                                   | 1       | 1        | 0      | Japonia        |           |
| 1                                   | 0       | 0        | 1      | Arabia Saudită |           |
| 1                                   | 1       | 0        | 0      | Irak           |           |
| Total                               | 48      | 20       | 9      | 19             | 24 echipe |

## Jucători

### Lotul actual
Următorii jucători au fost incluși în lotul echipei pentru a disputa meciurile de la Liga Națiunilor UEFA împotriva lui  Italia și  Israel din 14 și 17 noiembrie, respectiv.
| Nr. | Poz. | Jucător                      | Data nașterii (vârsta) | Selecții | Goluri | Club                |
| --- | ---- | ---------------------------- | ---------------------- | -------- | ------ | ------------------- |
| 1   | P    | Koen Casteels                | 25 iunie 1992          | 18       | 0      | Al-Qadsiah          |
| 12  | P    | Maarten Vandevoordt          | 26 februarie 2002      | 0        | 0      | RB Leipzig          |
| 13  | P    | Matz Sels                    | 26 februarie 1992      | 8        | 0      | Nottingham Forest   |
|     |      |                              |                        |          |        |                     |
| 2   | F    | Zeno Debast                  | 24 octombrie 2003      | 14       | 0      | Sporting CP         |
| 3   | F    | Arthur Theate                | 25 mai 2000            | 22       | 0      | Eintracht Frankfurt |
| 4   | F    | Wout Faes                    | 3 aprilie 1998         | 23       | 0      | Leicester City      |
| 5   | F    | Maxim De Cuyper              | 22 decembrie 2000      | 5        | 1      | Club Brugge         |
| 15  | F    | Killian Sardella             | 2 mai 2002             | 0        | 0      | Anderlecht          |
| 16  | F    | Ameen Al-Dakhil              | 6 martie 2002          | 4        | 0      | VfB Stuttgart       |
| 21  | F    | Timothy Castagne             | 5 decembrie 1995       | 51       | 2      | Fulham              |
| 23  | F    | Matte Smets                  | 4 ianuarie 2004        | 0        | 0      | Genk                |
|     |      |                              |                        |          |        |                     |
| 6   | M    | Amadou Onana                 | 16 august 2001         | 19       | 0      | Aston Villa         |
| 7   | M    | Arne Engels                  | 8 septembrie 2003      | 2        | 0      | Celtic              |
| 8   | M    | Orel Mangala                 | 18 martie 1998         | 22       | 0      | Everton             |
| 18  | M    | Roméo Lavia                  | 6 ianuarie 2004        | 1        | 0      | Chelsea             |
| 20  | M    | Arthur Vermeeren             | 7 februarie 2005       | 4        | 0      | RB Leipzig          |
| 22  | M    | Albert Sambi Lokonga         | 22 octombrie 1999      | 1        | 0      | Sevilla             |
|     |      |                              |                        |          |        |                     |
| 9   | A    | Leandro Trossard             | 4 decembrie 1994       | 39       | 10     | Arsenal             |
| 10  | A    | Romelu Lukaku (vice-căpitan) | 13 mai 1993            | 119      | 85     | Napoli              |
| 11  | A    | Dodi Lukebakio               | 24 septembrie 1997     | 22       | 2      | Sevilla             |
| 14  | A    | Samuel Mbangula              | 16 ianuarie 2004       | 0        | 0      | Juventus            |
| 17  | A    | Loïs Openda                  | 16 februarie 2000      | 24       | 3      | RB Leipzig          |
| 19  | A    | Johan Bakayoko               | 20 aprilie 2003        | 16       | 1      | PSV Eindhoven       |

## Cei mai tineri jucători

### Cei mai tineri 10 jucători din istorie
Cei mai tineri jucători care au debutat pentru naționala de fotbal a Belgiei.
| Locul | Jucător (Echipa)                       | Vârsta             |
| ----- | -------------------------------------- | ------------------ |
| 1     | Fernand Nisot (Léopold Club)           | 16 ani 19 zile     |
| 2     | Anthony Vanden Borre (RSC Anderlecht)  | 16 ani 187 de zile |
| 3     | Romelu Lukaku (RSC Anderlecht)         | 16 ani 296 zile    |
| 4     | Paul Van Himst (RSC Anderlecht)        | 17 ani 17 zile     |
| 5     | Jean Capelle (Standard Liège)          | 17 ani 153 zile    |
| 6     | Joseph Musch (R. Union Saint-Gilloise) | 17 ani 198 de zile |
| 7     | Vincent Kompany (RSC Anderlecht)       | 17 ani 314 zile    |
| 8     | Eden Hazard (Lille OSC)                | 17 ani 316 zile    |
| 9     | Raymond Braine (K. Beerschot V.A.C.)   | 17 ani 321 zile    |
| 10    | Bernard Voorhoof (Lierse SK)           | 17 ani 338 zile    |

## Selecții
La 10 octombrie 2017 cei mai selecționați jucători pentru Belgia sunt:
| #  | Nume                | Perioadă  | Selecții | Goluri |
| -- | ------------------- | --------- | -------- | ------ |
| 1  | Jan Ceulemans       | 1977–1991 | 96       | 23     |
| 2  | Timmy Simons        | 2001–     | 94       | 6      |
| 2  | Jan Vertonghen      | 2007–     | 94       | 8      |
| 4  | Eric Gerets         | 1975–1991 | 86       | 2      |
| 4  | Franky Van der Elst | 1984–1998 | 86       | 1      |
| 6  | Enzo Scifo          | 1984–1998 | 84       | 18     |
| 7  | Daniel Van Buyten   | 2001–2014 | 83       | 10     |
| 7  | Axel Witsel         | 2008–     | 83       | 9      |
| 9  | Paul Van Himst      | 1960–1974 | 81       | 30     |
| 10 | Eden Hazard         | 2008-     | 80       | 20     |

cei notați în galben mai pot fi selecționați.

## Cei mai buni marcatori
La 10 iulie 2018:
| # | Nume             | Perioadă  | Goluri | Selecții | Goluri pe meci |
| - | ---------------- | --------- | ------ | -------- | -------------- |
| 1 | Romelu Lukaku    | 2010–     | 40     | 74       | 0.5405         |
| 2 | Bernard Voorhoof | 1928–1940 | 30     | 61       | 0.4918         |
| 2 | Paul Van Himst   | 1960–1974 | 30     | 81       | 0.3704         |
| 4 | Joseph Mermans   | 1945–1956 | 28     | 56       | 0.5000         |
| 4 | Marc Wilmots     | 1990–2002 | 28     | 70       | 0.4000         |
| 6 | Robert De Veen   | 1906–1913 | 26     | 23       | 1.1304         |
| 7 | Wesley Sonck     | 2001–2010 | 24     | 55       | 0.4364         |
| 7 | Eden Hazard      | 2008–     | 24     | 91       | 0.2637         |
| 9 | Ray Braine       | 1925–1939 | 23     | 52       | 0.4423         |
| 9 | Marc Degryse     | 1984–1996 | 23     | 63       | 0.3651         |

cei notați cu * mai pot fi selecționați.

## Antrenori
Înainte de 1910, un comitet al federației belgiene selecta jucătorii.
- 1910-1913: William Maxwell
- 1914: Charles Bunyan, Sr.
- 1920-1928: William Maxwell
- 1928-1930: Victor Löwenfelt
- 1930-1934: Hector Goetinck
- 1935: Jules Turnauer
- 1935-1940: Jack Butler
- 1944-1946: François Demol
- 1947-1953: Bill Gormlie
- 1953-1954: Dougall Livingstone
- 1955-1957: André Vandeweyer
- 1957 (interimar): Louis Nicolay
- 1957-1958: Geza Toldi
- 1958-1968: Constant Vanden Stock
- 19 iunie 1968-26 aprilie 1976: Raymond Goethals
- 22 mai 1976-9 iunie 1989: Guy Thys
- 23 iulie 1989-21 februarie 1990: Walter Meeuws
- 26 mai 1990-1 mai 1991: Guy Thys
- 1 septembrie 1991-25 martie 1996: Paul Van Himst
- 8 octombrie 1996-27 decembrie 1996: Wilfried Van Moer
- 11 februarie 1997-18 august 1999: Georges Leekens
- 20 august 1999-30 iunie 2002: Robert Waseige
- 21 august 2002-31 decembrie 2005: Aimé Anthuenis
- 1 ianuarie 2006-7 aprilie 2009: René Vandereycken
- 5 mai 2009-9 septembrie 2009: Franky Vercauteren
- 1 octombrie 2009-15 aprilie 2010 : Dick Advocaat
- 3 mai 2010 - 13 mai 2012: Georges Leekens
- 15 mai 2012 - 15 iulie 2016: Marc Wilmots
- 3 august 2016 - 2 decembrie 2022: Roberto Martínez
- 8 februarie 2023 - : Domenico Tedesco

## Căpitani
| #   | Nume                 | Performanță ca și căpitan |
| --- | -------------------- | ------------------------- |
| 1.  | Jan Ceulemans        | 51                        |
| 2.  | Jef Jurion           | 40                        |
| 3.  | Paul van Himst       | 37                        |
| =.  | Armand Swartenbroeks | 37                        |
| 5.  | Jef Mermans          | 30                        |
| 6.  | Georges Grün         | 24                        |
| 7.  | Marc Wilmots         | 23                        |
| 8.  | Eric Gerets          | 22                        |
| 9.  | Julien Cools         | 20                        |
| 10. | Lorenzo Staelens     | 19                        |
| 11. | Thomas Vermaelen     | 1                         |
|     | Timmy Simons         | ?                         |
|     | Franky van der Elst  | ?                         |
|     | Enzo Scifo           | ?                         |
|     | Bernard Voorhoof     | ?                         |
|     | Wilfried van Moer    | ?                         |
|     | Bart Goor            | ?                         |
|     | Joseph Musch         | ?                         |
|     | Vic Mees             | ?                         |
|     | Christian Piot       | ?                         |
|     | Eric Deflandre       | ?                         |
|     | Marc Degryse         | ?                         |
|     | Emile Mpenza         | ?                         |
|     | Mbo Mpenza           | ?                         |
|     | Pierre Braine        | ?                         |
|     | Léopold Anoul        | ?                         |
|     | ...                  | ?                         |